# Zálezly
Zálezly (deutsch Salesl, früher Zalesl) ist eine Gemeinde in Tschechien. Sie liegt sechs Kilometer nordwestlich von Vlachovo Březí in Südböhmen und gehört zum Okres Prachatice.

## Geographie

### Lage

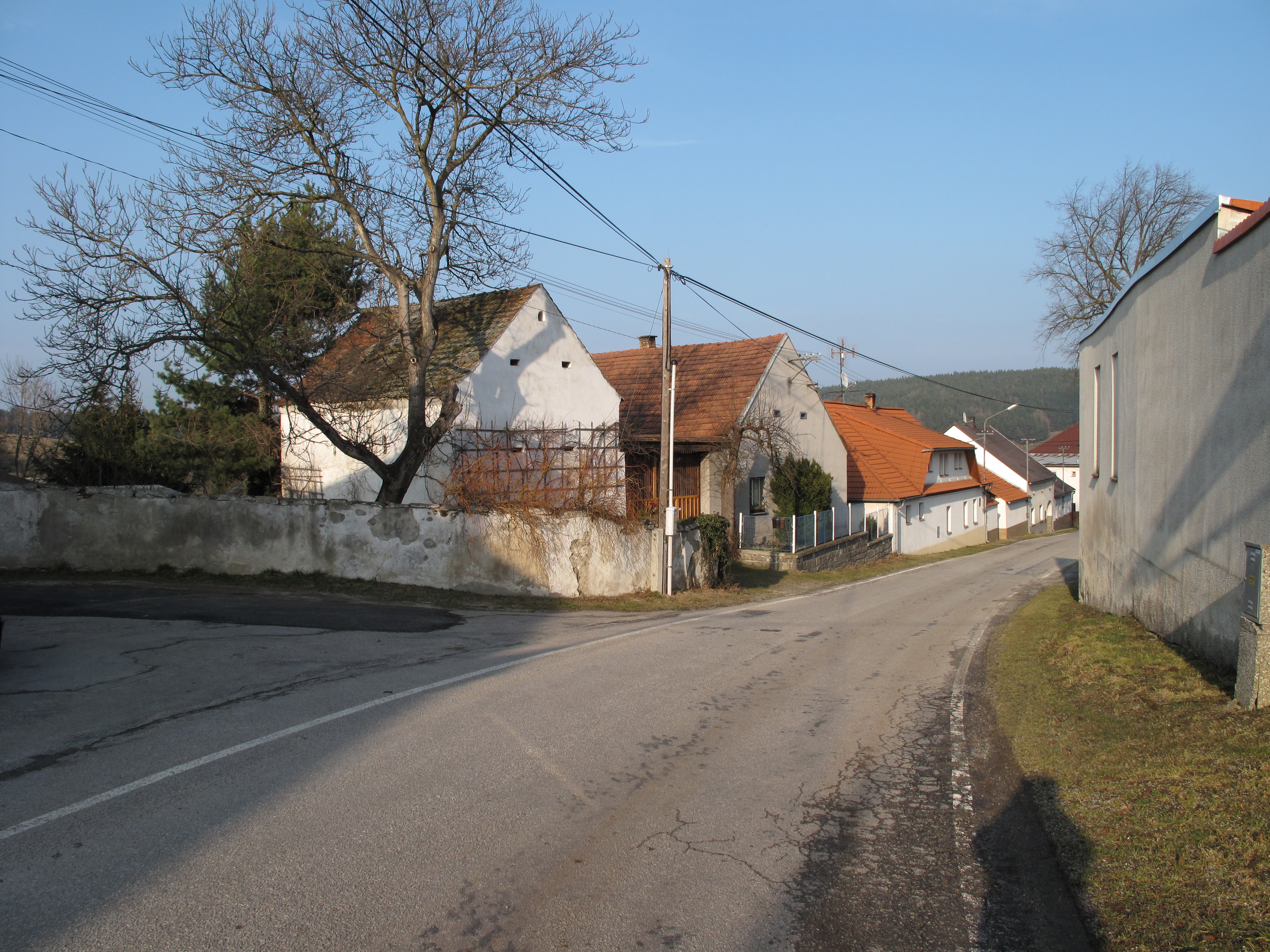
Zálezly

Zálezly befindet sich in einer Hanglage linksseitig des Baches Radhostický potok im Vorland des Böhmerwaldes. Gegenüber dem Dorf mündet der Setěchovický potok in den Radhostický potok. Im Norden erheben sich der Čerenec (Čerenetz, 643 m) und Brankovec (639 m), nordöstlich der Bořkův kopec (636 m), im Osten die Pálenina (654 m), südlich der Bolíkovický vrch (770 m) und im Südwesten der Věnec (Wienec, 765 m). Westlich von Zálezly verläuft die Bahnstrecke Strakonice–Volary durch das Volyňkatal.
Nachbarorte sind Malenice und Straňovice im Norden, Úlehle und Želibořice im Nordosten, Bušanovice, Beneda, Újezdec und Konopiště im Osten, Dolní Nakvasovice, Horní Nakvasovice und Setěchovice im Südosten, Kovanín und Radhostice im Süden, Mlaka, Budilov und Hradčany im Südwesten, Havrdův Mlýn und Čkyně im Westen sowie Lčovice, Nahořany und Zlešička im Nordwesten.

### Gemeindegliederung
Die Gemeinde Zálezly besteht aus den Ortsteilen Bolíkovice (Bolikowitz), Kovanín (Kowanin), Setěchovice (Setechowitz) und Zálezly (Salesl).
Das Gemeindegebiet gliedert sich in die Katastralbezirke Setěchovice und Zálezly u Čkyně.

### Nachbargemeinden
|         | Malenice                                    | Předslavice    |
| Lčovice | Kompassrose, die auf Nachbargemeinden zeigt | Bušanovice     |
| Bošice  | Radhostice                                  | Vlachovo Březí |

## Geschichte
Archäologische Funde belegen eine keltische Besiedlung der Gegend während der späten Hallstattzeit und der Latènezeit. Auf dem Věnec befand sich zwischen dem 5. Jahrhundert v. Chr. und dem 1. Jahrhundert eine Burgstätte.
Die erste schriftliche Erwähnung des Ortes erfolgte 1370 im Zusammenhang mit Jan von Zalezl. Eine ältere Erwähnung aus dem Jahr 1350 gilt als unsicher. Sitz der Herren von Zalezl war eine gotische Feste, von der sich noch Reste erhalten haben. Ab 1460 gehörte das Gut den Vladiken von Prostý (z Prostého), von denen es zum Ende des 16. Jahrhunderts durch Heirat an die Wratislaw von Mitrowitz gelangten. Diese verkauften das Gut Zalezl 1597 umgehend. Anschließend wechselten die Besitzer des Gutes häufig, die meisten von ihnen hatten ihren Sitz anderenorts. Zu ihnen gehörten der kurpfälzische Kämmerer Heinrich Michael Hießerle von Codaw (Jindřich Michal Hýzrle z Chodů) auf Eltschowitz, ab 1663 der Hauptmann des Prachiner Kreises Jan Oldřich von Malovec auf Zalesl und Zdikow und ab 1697 Jan Václav Byšovec von Byšov. Im Jahr 1705 erwarben die Zádubský von Schönthal das Gut und schlossen es an Černietitz (Černětice) an. Sie hielten den Besitz bis 1791. Bei der landrechtlichen Versteigerung des Gutes Černietitz (Černětice) mit Zalesl kaufte Franz Reichsgraf von und zu Sickingen das Gut Zalesl und schloss es an Eltschowitz an. Danach ließ er den Meierhof Zalesl und das Schloss emphyteutisieren. Seine finanziellen Verhältnisse zwangen Franz von und zu Sickingen, sich zu Beginn des 19. Jahrhunderts von einigen seiner Güter zu trennen. 1805 veräußerte er Eltschowitz mit Zalesl an Joseph Anton Baumbas, kaufte die Herrschaft aber bereits im Jahr darauf wieder zurück. 1815 verkaufte Franz von und zu Sickingen die Herrschaft Eltschowitz mit Zalesl an Dorothea Gräfin Rey, geborene Gräfin Breteuil. 1830 erhielt Eugen Wratislaw Graf Netolitzky die Herrschaft gerichtlich eingeantwortet. Er verkaufte sie 1835 an den Prager Kaufmann Joseph Dreßler. In der nur zwei Jahre andauernden Herrschaft Dreßlers kam es zu einem Aufstand der Untertanen in Eltschowitz und Malenitz, den dieser vom Militär niederschlagen ließ. 1837 verkaufte er den Besitz an Christoph Benda. Im Jahr 1840 umfasste das Gut Zalesl die Dörfer Zalesl und Kowanin (Kovanín); es hatte eine nutzbare Fläche von 928 Joch und 1098 Quadratklaftern. Haupterwerbsquelle bildete die wegen des rauen Klimas und der sandigen und steinigen Böden nur mäßig ertragreiche Landwirtschaft. Als Nebenerwerbe dienten die Spinnerei und Weberei. Das Zalesler Forstrevier bildete einen der drei herrschaftlichen Forstbezirke. Das am Fuße des Čerenetz gelegene Dorf Zalesl bzw. Zales bestand aus 51 Häusern mit 334 Einwohnern. Der ehemalige Meierhof und das Schloss waren zu Wohnungen der Emphyteuten umgebaut. Im Dorf bestand ein Wirtshaus, abseitig lagen eine Mühle und ein Jägerhaus. Pfarrort war Malenitz. Bis zur Mitte des 19. Jahrhunderts blieb Zalesl immer der Allodialherrschaft Eltschowitz samt dem Gut Zalesl untertänig. 
Nach der Aufhebung der Patrimonialherrschaften bildete Zalezlé bzw. Zalezly/Zalesl ab 1850 mit dem Ortsteil Kovanín eine Gemeinde in der Bezirkshauptmannschaft Strakonice und dem Gerichtsbezirk Volyně. Seit den 1870er Jahren wurde Zálezly u Elčovic als amtlicher Ortsname verwendet, der Zusatz u Elčovic kam um die Jahrhundertwende in Wegfall. Besitzerin des Gutes war seit 1868 Marie Leopoldina Lippert und ab 1883 deren Schwiegersohn Josef Zítek. Nach Zíteks Plänen entstand 1882 ein Schulhaus. 1893 nahm im Wolinkatal die Bahnstrecke Strakonitz–Winterberg den Verkehr auf, die bis zur Jahrhundertwende noch bis Wallern fortgeführt wurde. Zwei Kilometer westlich des Dorfes entstand gegenüber der Havrdův Mlýn die Bahnstation Lčovice, neben der im 20. Jahrhundert eine neue Siedlung anwuchs. Nach Zíteks Tod im Jahre 1909 wurde das Gut an die Familie Tritt verkauft.
Am 1. Jänner 1949 wurde das Dorf dem neu gebildeten Okres Vimperk zugeordnet. Nach der Aufhebung des Okres Vimperk wurde die Gemeinde 1961 Teil des Okres Prachatice, am 30. April 1976 erfolgte die Eingemeindung von Setěchovice mit Bolíkovice.

## Sehenswürdigkeiten
- Kapelle des hl. Johannes von Nepomuk, erbaut 1852
- Ehemalige Schule, erbaut 1872 nach Plänen von Josef Zítek
- Zwei Gebäude des Gehöftes Nr. 45 mit Resten der Renaissancefeste Zalezl
- Gedenktafel für Karel Šejna am Haus Nr. 24
- Keltische Burgstätte Věnec auf dem gleichnamigen Berg. Die 8 ha große Anlage bestand aus einer Akropolis und zwei Vorburgen. Erhalten ist ein ringförmiger Steinwall, der dem Berg auch seinen Namen (zu deutsch Kranz) gab. Der Berg ist ein archäologisches Schutzgebiet und Kulturdenkmal. An seinem südlichen Fuße ist ein Künischer Meilenstein (Královácký mezník) aus dem 17. Jahrhundert erhalten.
- Giebelhof Nr. 15 in Kovanín, errichtet 1843 von Jakub Bursa im Bauernbarockstil

## Söhne und Töchter der Gemeinde
- Karel Šejna (1896–1982), Kontrabassist und Dirigent der Tschechischen Philharmonie